# Calling My Phone
Calling My Phone è un singolo del rapper statunitense Lil Tjay, pubblicato il 12 febbraio 2021 come quarto estratto dal secondo album in studio Destined 2 Win.
Il brano vede la partecipazione del cantante statunitense 6lack.

## Video musicale
Il video musicale, reso disponibile in concomitanza con l'uscita del singolo, è stato diretto da Cam Busby.

## Tracce
Testi e musiche di Tione Jayden Merritt, Brendan Walsh, Luis Campozano, Ricardo Valdez Valentine Jr. e Ryan Martínez.
1. Calling My Phone (feat. 6lack) – 3:25

## Formazione
Musicisti
- Lil Tjay – voce
- 6lack – voce aggiuntiva

Produzione
- Bordeaux – produzione, missaggio
- G. Ry – produzione
- Non Native – produzione
- Eric Lagg – mastering
- Barrington Hall – registrazione
- JT Gagarin – registrazione

## Successo commerciale
Calling My Phone ha debuttato al 3º posto della Billboard Hot 100 nella settimana del 27 febbraio 2021, segnando la prima top ten per entrambi gli interpreti. Nel corso della settimana ha accumulato 34 milioni di riproduzioni, posizionandosi così in testa alla Streaming Songs, ha raggiunto 1,4 milioni di radioascoltatori e ha infine distribuito 3 000 copie.

## Classifiche

### Classifiche settimanali
| Classifica (2021) | Posizione massima |
| ----------------- | ----------------- |
| Australia         | 3                 |
| Austria           | 19                |
| Belgio (Fiandre)  | 45                |
| Canada            | 1                 |
| Danimarca         | 8                 |
| Finlandia         | 16                |
| Francia           | 110               |
| Germania          | 32                |
| Grecia            | 2                 |
| Irlanda           | 2                 |
| Islanda           | 9                 |
| Italia            | 73                |
| Lituania          | 9                 |
| Norvegia          | 3                 |
| Nuova Zelanda     | 2                 |
| Paesi Bassi       | 12                |
| Portogallo        | 6                 |
| Regno Unito       | 2                 |
| Repubblica Ceca   | 75                |
| Singapore         | 29                |
| Slovacchia        | 31                |
| Stati Uniti       | 3                 |
| Svezia            | 14                |
| Svizzera          | 10                |
| Ungheria          | 16                |

### Classifiche di fine anno
| Classifica (2021) | Posizione |
| ----------------- | --------- |
| Australia         | 38        |
| Canada            | 42        |
| Islanda           | 64        |
| Portogallo        | 70        |
| Regno Unito       | 48        |
| Stati Uniti       | 33        |